# 東埃爾克里弗鎮區 (密蘇里州麥克唐納縣)
東埃爾克里弗鎮區（英語：Elk River East Township）是位於美國密蘇里州麥克唐納縣的一個行政鎮區。

## 地方資料
東埃爾克里弗鎮區的面積為25.45平方千米，皆為陸地。根據2020年美國人口普查的數據，當地共有人口1440人，而人口密度為每平方千米56.58人。